# Carl von Czoernig-Czernhausen
Carl von Czoernig-Czernhausen, dal 1852 Freiherr von Czoernig-Czernhausen (anche Karl [Freiherr] von Czörnig; Černousy, 5 maggio 1804 – Gorizia, 5 ottobre 1889), è stato uno statistico e storico austriaco che ricoprì ruoli di prestigio nell'amministrazione imperialregia.

## Gioventù
Carl von Czoernig nacque il 5 maggio 1804 a Tschernhausen, o Czernhausen, un piccolo centro della Boemia settentrionale facente allora parte del Sacro Romano Impero, oggi appartenente alla Repubblica Ceca e denominato Černousy. Suo padre era il castellano del conte di Clam-Gallas. Frequentò il ginnasio a Jičín e Praga, e poi l'Università a Vienna e Praga. Successivamente capitò a Trieste dove fu condotto ad un impiego statale.
Nel 1831 fu trasferito a Milano, ch'era una città allora appartenente all'impero austro-ungarico. Lì fu segretario del governatore Franz von Hartig. In queste sue permanenze italiane, Czoernig imparò l'italiano e produsse vari scritti a carattere storico statistico: si ricordano Descrizione topografico-statistica di Reichenberg del 1829, relativo all'odierna Liberec in Repubblica Ceca, Il portofranco di Venezia e il traffico marittimo austriaco del 1831, La costituzione comunale lombarda; origine, sviluppo, decadenza, rinascita del 1833, Aumento del commercio in Trieste 1816-1836 nel 1838, Nozione sul progetto per la strada di ferro tra Milano e Venezia del 1838. Si interessò ai dialetti dell'Italia settentrionale. Questi lavori, unitamente all'apprendimento pressoché perfetto dell'italiano, accrebbero enormemente la stima che l'Hartig nutriva per il suo giovane segretario.

## Carriera amministrativa e onorificenze

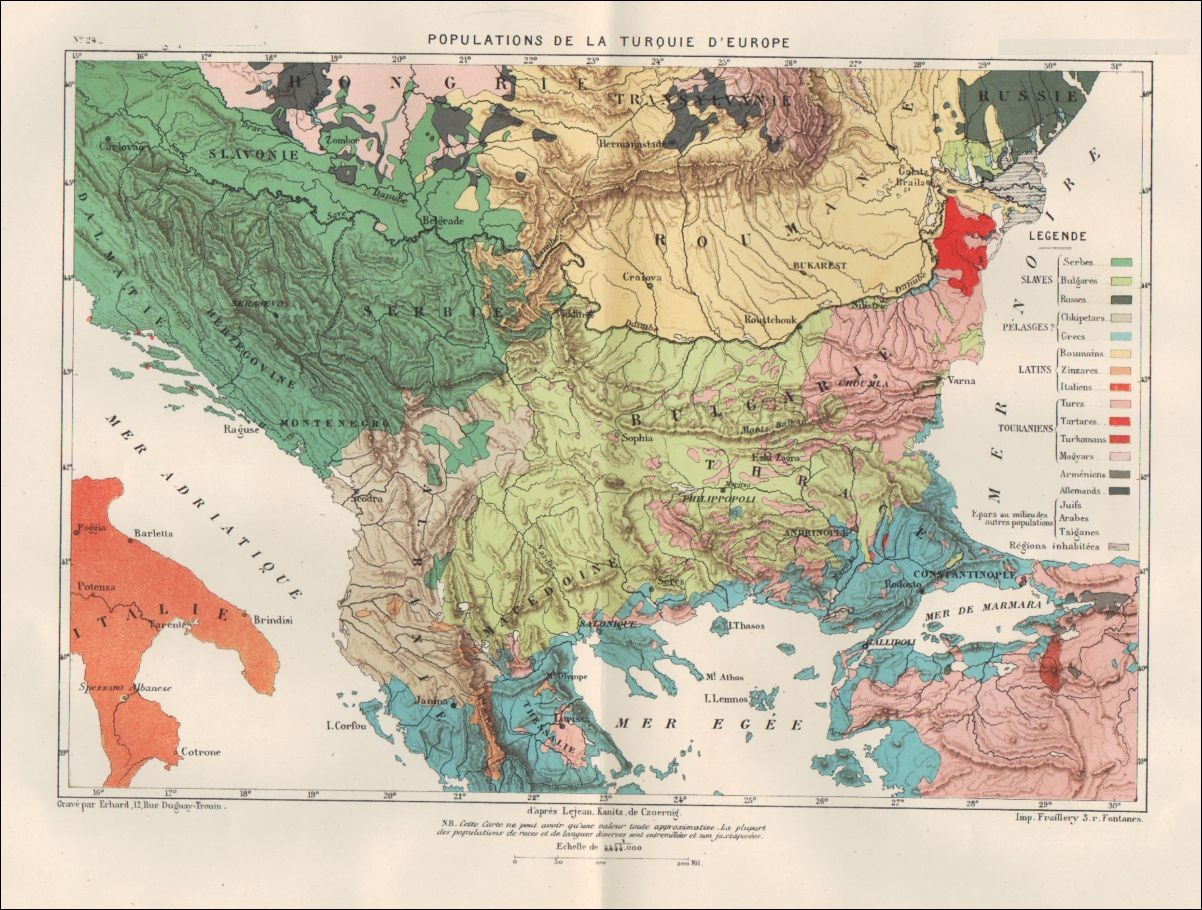
Mappa etnografica dei Balcani di Carl von Czoernig

Fu proprio l'Hartig a raccomandarlo a Vienna e nel 1841 Czoernig divenne direttore della statistica amministrativa dell'Impero. Egli diede una nuova concezione a questo suo ruolo: non solo un collettore di numeri ai fini dell'amministrazione finanziaria, ma uno strumento per capire tutte le fasi della vita economica e sociale dei territori. Un'enorme mole di studi fu corollario di questo suo ruolo: nel 1841 furono pubblicate le Tavole statistiche della monarchia austriaca, dapprima scritte da lui solo e poi da collaboratori sotto la sua personale sorveglianza. Nel 1857 diede alle stampe la Carta etnografica: volendo, la si può definire una vera e propria enciclopedia di tutti i popoli dell'Impero.
Nel 1846, le sue attività gli valsero la nomina di consigliere aulico, nel 1848 ricevette la laurea honoris causa in Giurisprudenza a Praga, e venne eletto deputato, senza che si fosse nemmeno candidato, al Parlamento di Francoforte nel distretto di Friedland. Nel 1852 gli fu conferito il titolo di barone, e aggiunse, al suo nome, quello della città natale di Czernhausen; nello stesso anno fu anche insignito dell'Ordine della Corona ferrea, nel 1859 fu nominato consigliere intimo effettivo. Fu vastissimo il raggio delle sue attività, tanto che alla fine esse finirono con il comprometterne la salute e nel 1866 Czoernig si ritirò a vita privata.

## Czoernig e Gorizia
Scelse Gorizia, città che conosceva fin da quando aveva lavorato a Trieste. Della città magnificò le bellezze naturali; ne scrisse delle attitudini quale luogo di villeggiatura, in Gorizia stazione climatica e le affibbiò la fortunata definizione di "Nizza austriaca". Tra il 1867 e il 1873 descrisse il Goriziano nell'opera "Il territorio di Gorizia e Gradisca", a carattere ovviamente storico-statistico. La storia che vi traccia è tuttora la più completa opera che ripercorra la storia di Gorizia (per quel che riguarda la storia precedente tale data, ovviamente). A Gorizia infine morì nel 1889. Purtroppo, nel primo dopoguerra, l'idiosincrasia della classe intellettuale goriziana verso tutto ciò che ricordava il passato austriaco, ha fatto sì che Czoernig venisse dimenticato. La sua opera, fondamentale per la conoscenza della storia di Gorizia e delle terre circostanti, venne riscoperta solo dopo la traduzione dal tedesco all'italiano che ne fece Ervino Pocar nel 1969 ma nella quale diceva: “Nella regione che confina col Tagliamento, con lo spartiacque delle Alpi Carniche, con le propaggini occidentali delle Alpi Giulie e col Mar Adriatico, viene parlata una lingua particolare, il friulano, il quale ha avuto la disgrazia di essere rimasto quasi del tutto sconosciuto fuori dei suoi confini. La si ritenne e la si ritiene tuttora come un dialetto dell'italiano, e anzi come un dialetto rozzo e informe, indegno di qualsiasi considerazione”.